# Kościół Podwyższenia Krzyża Świętego w Miasteczku Krajeńskim
Kościół Podwyższenia Krzyża Świętego w Miasteczku Krajeńskim – rzymskokatolicki kościół parafialny znajdujący się w mieście Miasteczko Krajeńskie, przy ulicy Piotra Skargi.
Jest to świątynia neogotycka wybudowana w latach 1890–1899, konsekrowana 16 listopada 1898. Jest to budowla murowana, wybudowana z cegły. Posiada trzy nawy oraz pięć przęseł. Od zachodu mieści się wieża, nakryta dachem łupkowym, na jej szczycie mieści się iglica. Jego prezbiterium jest krótkie. Korpus świątyni posiada sklepienie pozorne o ostrym łuku. Wyposażenie świątyni również w stylu neogotyckim. Składa się na nie ambona, chrzcielnica, ławy oraz chór muzyczny z organami. Do wyposażenia świątyni należą również dwa dzwony i zegar kupiony w 1901. 